# تل بازي

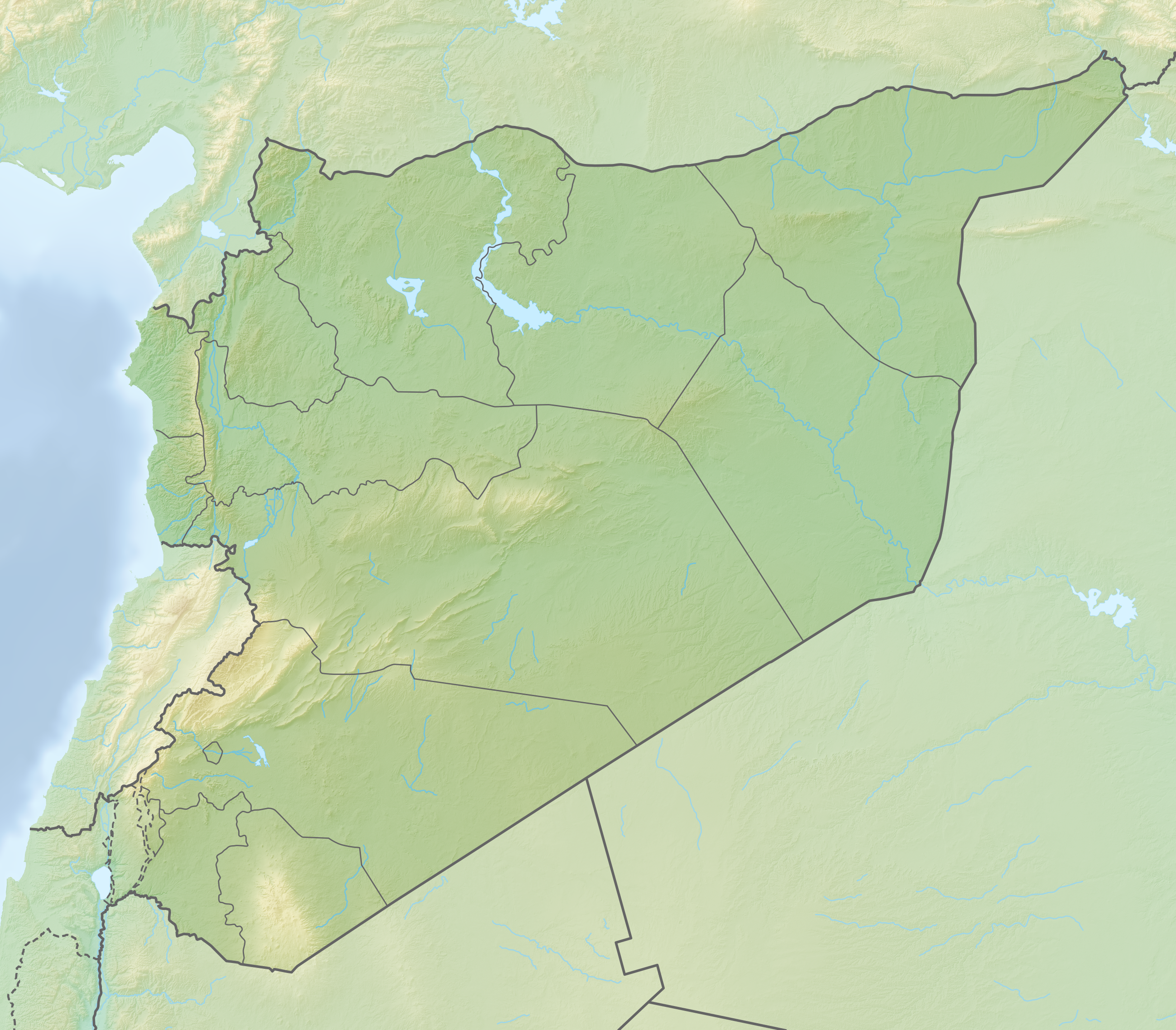

تل بازي هو تل أثري يقع على الضفة اليسرى لبحيرة تشرين في محافظة الرقة بسوريا ويُطل على نهر الفرات على بعد حوالي 60 كيلومترًا من جنوب تركيا بالقرب من بلدة تل البنات المهجورة، ويُعتبر تل بازي هو الموقع الحالي لموقع أرمانوم المعروف الذي ذُكر في نصوص تاريخية تعود للحقبة الأكادية، في عهد نارام سين الأكادي. تعرض الموقع للاحتلال ثم التدمير خلال الحقبة الميتانية. وفي أواخر عهد الإمبراطورية الرومانية تم تشييد مبنى كبير على قمة التل الرئيسي بموقع تل بازي.

## الاكتشافات الأثرية
يقع التل الرئيسي في موقع تل بازي على ارتفاع 60 مترًا فوق مستوى سطلح البحر، في حين يبلغ ارتفاع الجزء السفلي من المدينة نحو 7 أمتار فقط. أجريت الحفريّات والاكتشافات الأثريّة في المنطقة على عدة مراحل تحت إشراف عدد من علماء الآثار الألمان وبرعاية تحت رعاية مؤسسة البحوث الألمانية ثُم معهد آثار الشرق الأدنى في وقت لاحق، وكانت أولى هذه المراحل في الفترة ما بين عامي 1993-1997، ثُم في عام 1999، وكانت المرحلة الثالثة في الفترة ما بين عامي 2001-2005، ثم كانت المرحلة الأخيرة في الفترة ما بين عامي 2007-2009، وفي هذه المرحلة كانت الظروف المحلية قد أصبحت صعبة للغاية بحيث لم يعد من الممكن مواصلة العمل.
وقد باشرت البعثة عملها أثناء حملة الإنقاذ لآثار حوض سد تشرين حيث تنقب في الموقع بعثة ألمانية بإدارة آينفاك وبيرتهولد، أسفرت عن سويات هامة تعود إلى الألف الثاني والثالث قبل الميلاد في الأكروبول، ربما يكون الموقع مدينة (بازيرو)، التي ذكرت في الحوليات الملكية الآشورية وساهمت البعثة في الكشف عن أحياء سكنية تعود إلى الألف الثالث قبل الميلاد التي غمرت لاحقا في مياه البحيرة. بعد ذلك انتقلت إلى أعلى التل حيث كشفت عن آثار رومانية وأسلامية في قمة التل.
ومن الآثار الهامة في الموقع الجديد، الآثار التي تعود إلى الألف الثالث قبل الميلاد حيث كشفت في الموقع عن آثار سور القلعة ومعبد يعد من أكبر المعابد التي تعود إلى هذه الفترة والذي تبلغ أبعاده 38 × 16 م وما يزال العمل مستمرا للكشف عن بقايا المعبد والسور كما كشفت عن رقيم مسماري وحيد يظهر فيه اسم المدينة القديمة للموقع.

## التاريخ

### في العصور البرونزية المبكرة
عُثر في منطقة تل بازي على قصر يعود تاريخ تشييده للعصر البرونزي المبكر أسفل المعبد البرونزي الأوسط. حيث يعود تاريخ الاحتلال المبكر لمنطقة قلعة تل بازي إلى أواخر عصر الأسرات المبكرة وعصر الدولة الأكادية. كما عُثر بالموقع على العديد من طلقات المقاليع الطينية خاصة حول بوابة الجدار المحصنة. كانت المنطقة جزءًا من دولة البانات الرابعة (حوالي 2700/2600-2450 قبل الميلاد) وعلى الرغم من ذلك فلم يتمّ العثور على دليل واضح على وجود منطقة تل بازي خلال تلك الفترة. وفي فترة دولة بنات الثالثة (حوالي 2450-2300 قبل الميلاد)، كانت إمبراطورية بانات قد وصلت إلى أقصى اتساع لها. وكانت أنشطة البناء تنتشر في ذلك الوقت في جميع أنحاء مجمع البانات، بما في ذلك التل الكبير وتل بازي. شهدت فترة البانات الثانية (حوالي 2300-2100 ق.م.) مرحلة من الهجر، وكان احتلال منطقة تل بازي لا يزال مستمرًا فيها على ما يبدو. وفي فترة البانات الأولى (حوالي 2100-2000 قبل الميلاد)، ظهرت مستوطنة جديدة في منطقة التل الكبير.

### في العصر البرونزي الوسيط
تعرضت المدينة الشمالية بداية من العصر البرونزي الأوسط للاحتلال وتم تدميرها في نفس وقت تدمير المدينة الغربية. وقد أظهرت أعمال التنقيب المغنطيسية الأرضية الذي أعقبتها عمليات التنقيب في أربعة مواقع بالمنطقة أن الجزء الأصلي من تل بازي كان عبارة عن مستوطنة مزروعة بنيت في وقت لاحق بتخطيط يتوافق مع تخطيط المنازل الموجودة في المدينة الغربية. وقد أُطلق على منطقة التل الرئيسي اسم القلعة، حيث كانت تحتوي على معبد كبير (طوله 37.6 مترًا وعرضه 15.8 مترًا) بُني في العصر البرونزي الأوسط فوق قصر يعود تاريخ بناءه إلى العصر البرونزي المبكر، وظل المعبد قيد الاستخدام حتى تم تدميره في نفس وقت تدمير المدينة السفلى في العصر البرونزي المتأخر.

### في العصر البرونزي المتأخر
عُثر في بقايا معبد تل بازي على أدلة تُشير إلى أن المنطقة شهدت إنتاجًا للبيرة بشكل كبير واستهلاكًا طقسيًّا لها، كما عُثر على لوحين مسماريين من العصر الميتاني، وعلى أحدهما الختم الخاص بالملك الميتاني شاوشتاتار، وعلى الآخر الختم الخاص بالملك الميتاني أرتاتاما الأول، بالإضافة إلى ختم أسطواني بابلي قديم. نُهب المعبد عندما تعرضت المدينة للتدمير وتمّ تحطيم المعدات ثُمّ حرقها مثلما حدث في المدينة السفلى، ثمّ حدثت المزيد من عمليات النهب بعد التدمير، وانقسمت المنطقة السفلية إلى المدينة الغربية والمدينة الشمالية. ظلت المدينة الغربية، والتي امتدت على مساحة هكتار واحد، قائمة خلال العصر البرونزي المتأخر، واستمرت لمدة تصل إلى قرن من الزمان قبل أن يتم تدميرها بعنف. كانت المدينة تتألف من قُرابة 100 منزل مع منطقة سوق مركزية وطرق رئيسية مخططة بعرض 6 أمتار تتخللها زقاقات تقود إلى المناطق السكنية. كانت المنازل مبنية وفقًا لتصميم قياسي مع وجود اختلافات بسيطة بين الواحد والآخر. كان لكل منزل فرن خاص به للخبز وأحواض لإنتاج البيرة، ويبدو أن الدمار قد حدث بسرعة لأن معظم المواد كانت لا تزال في مكانها، وعلى الرغم من ذلك لم يتم العثور على أي بقايا بشرية. وقد أشارت عينات الكربون المشع التي أخذت في تلك المنطقة إلى أنّ تاريخ تدميرها يعود لسنوات تتراوح ما بين عامي 1400 قبل الميلاد و1200 قبل الميلاد لطبقة التدمير.

### في الوقت الراهن
تحوّل الجزء العلوي من التل إلى ثكنة عسكرية عقب اندلاع الحرب الأهلية السورية، كما تعرضت الكثير من البقايا الأثريّة للتدمير بفعل الجرافات، بما في ذلك المعبد القديم. وسرق مقاتلو تنظيم الدولة الإسلامية في العراق والشام (داعش) العديد من القطع الأثرية التي كانت لا تزال موجودة في الموقع.